# S.O.S. (singel ABC)
S.O.S. – drugi singel zespołu ABC z drugiego albumu Beauty Stab, wydany w styczniu 1984 roku. Udało mu się dotrzeć do 39. miejsca brytyjskiej listy przebojów.